# Bernd Goebel
Bernd Goebel (* 31. Dezember 1967 in Fulda) ist ein deutscher Philosoph, Historiker, Theologe und Autor.

## Leben
Er studierte nach dem Abitur 1986 an der Winfriedschule Fulda Philosophie, Katholische Theologie, Geschichte und Religionswissenschaften in Fulda, an der Universität Würzburg, der Oxford University und der Universität Bonn sowie an der École Normale Supérieure in Fontenay-St. Cloud bei Paris. 1992 erwarb er ein Diplom in Theologie, 1993 den Grad eines Magister artium in Philosophie sowie 1994 ein Diplôme d’Études Approfondies in Anthropologie und Religionsgeschichte.
Seine Promotion zum Dr. phil. erfolgte 1999 an der Universität Bonn in Kooperation mit der École Pratique des Hautes Études (EPHE) in Paris mit der Arbeit Rectitudo: Wahrheit und Freiheit bei Anselm von Canterbury; eine philosophische Untersuchung seines Denkansatzes. Anschließend war er bis 2002 als wissenschaftlicher Assistent bei Vittorio Hösle und Gerhard Kruip am Forschungsinstitut für Philosophie Hannover tätig. Er kam Lehraufträgen an der Katholischen Universität Lille, an der Universität Hildesheim und an der Theologischen Fakultät Fulda nach und war als Gastprofessor für Philosophie 2001 an der EPHE in Paris und 2002 bis 2003 an der University of Notre Dame tätig. In Notre Dame war er außerdem Fellow des Erasmus Institute.
2003 folgte Goebel einem Ruf an die Theologische Fakultät Fulda, an der er den Lehrstuhl für Philosophie und Geschichte der Philosophie besetzt. 2007 war er Visiting Fellow am Magdalen College in Oxford, 2008 Fellow am Institute of Advanced Study der University of Durham. 2012 wurde er zum Gastprofessor an der EPHE ernannt. 2017 war er Visiting Fellow am St Catherine’s College in Oxford. Er ist Mitglied im Vorstand der International Association for Anselm Studies und des Stiftungsrates der Anselm von Canterbury Stiftung Beuron und Mitherausgeber der Anselm Studies and Texts.
Bernd Goebel schrieb zahlreiche Artikel für das Biographisch-Bibliographische Kirchenlexikon (BBKL).

## Bücher
- Hector Zagal, José Galindo: Ethik für junge Menschen. Reclam, Stuttgart 2000, ISBN 978-3-15-018093-8 (Übersetzer).
- Rectitudo. Wahrheit und Freiheit bei Anselm von Canterbury. Aschendorff, Münster 2001, ISBN 978-3-402-04007-2.
- Nachhaltigkeit in der Ökologie. Wege in eine zukunftsfähige Welt. C.H. Beck, München 2001, ISBN 3-406-47561-2 (Herausgeber, zusammen mit Luca Di Blasi und Vittorio Hösle).
- Eine moralische Politik? Vittorio Hösles Politische Ethik in der Diskussion. Königshausen & Neumann, Würzburg 2001, ISBN 3-8260-2118-5 (Herausgeber, zusammen mit Manfred Wetzel).
- Vittorio Hösle, L’idéalisme objectif. Paris, Les éditions du Cerf, 2001, ISBN 2-204-06598-6 (Übersetzer, zusammen mit Stéphanie Costa und Jacob Schmutz).
- Gentechnologie und die Zukunft der Menschenwürde. LIT, Münster 2003, ISBN 3-8258-5749-2 (Herausgeber, zusammen mit Gerhard Kruip).
- Probleme des Naturalismus. Philosophische Beiträge. Mentis, Paderborn 2005, ISBN 3-89785-243-8 (Herausgeber, zusammen mit Anna Maria Hauk und Gerhard Kruip).
- Verspielen wir das Erbe des hl. Bonifatius? Theologische Betrachtungen aus Anlass seines 1250. Todestages. Josef Knecht, Frankfurt am Main 2005, ISBN 3-7820-0886-3 (zusammen mit Andreas Odenthal, Jörg Disse und Richard Hartmann).
- Kritik der postmodernen Vernunft. Über Derrida, Foucault und andere zeitgenössische Denker. Wissenschaftliche Buchgesellschaft, Darmstadt 2007, ISBN 978-3-534-20486-1 (Herausgeber, zusammen mit Fernando Suárez Müller).
- Augustinus, De natura boni/Die Natur des Guten; Contra Secundinum/Gegen Secundinus., Ferdinand Schöningh, Paderborn 2010, ISBN 978-3-506-76346-4 (Herausgeber und Übersetzer, zusammen mit Brigitte Berges, Friedrich Hermanni und Mirjam Kudella).
- Gott und die Frage nach dem Glück. Anthropologische und ethische Perspektiven. Josef Knecht, Frankfurt am Main 2010, ISBN 978-3-7820-0920-1 (Herausgeber, zusammen mit Jörg Disse).
- Olivier Boulnois, Duns Scotus. Die Logik der Liebe. Kohlhammer, Stuttgart 2014, ISBN 978-3-17-022952-5 (Übersetzer, zusammen mit Thomas Möllenbeck und Anja Solbach).
- Alfred Cyril Ewing: Ethik. Eine Einführung. Felix Meiner, Hamburg 2014, ISBN 978-3-7873-2470-5 (Herausgeber und Übersetzer).
- Ralph von Battle, Dialoge zur philosophischen Theologie. Herder, Freiburg i.Br. 2015, ISBN 978-3-451-34041-3 (Herausgeber, zusammen mit Samu Niskanen und Sigbjörn Sönnesyn; Übersetzer).
- Im Umkreis von Anselm. Biographisch-bibliographische Porträts von Autoren aus Le Bec und Canterbury. Echter, Würzburg 2017, ISBN 978-3-429-04381-0.
- Schwefel, Wasser, Stoff. Zapata ermittelt. Königshausen & Neumann, Würzburg 2017, ISBN 978-3-8260-6317-6.